# Palazzo Khevenhüller Arnaboldi
Palazzo Khevenhüller Arnaboldi, è un edificio storico di Milano, situato in via Monte di Pietà n. 1A.

## Storia e descrizione
Il palazzo venne fatto costruire come propria residenza milanese dal principe Johann Sigismund Friedrich von Khevenhüller-Metsch, ambasciatore imperiale presso il ducato di Milano, alla fine del Settecento.
Il palazzo presenta un caratteristico angolo smussato con una facciata di stile neoclassico dal disegno semplice. All'epoca della sua edificazione, gli interni presentavano volte a stucchi decorati in bianco e oro e un magnifico scalone andato successivamente distrutto. Il palazzo è stato fortemente rimaneggiato nel corso dell'Ottocento quando divenne residenza della famiglia Arnaboldi che ne alterò parte delle decorazioni e ne spostò l'ingresso da via Brera all'attuale via Monte di Pietà.